# Dražetice
Dražetice (dříve i Drašetice) jsou malá vesnice, část obce Borotice v okrese Příbram ve Středočeském kraji. Nachází se asi dva kilometry severovýchodně od Borotic. Je zde evidováno 49 adres. V roce 2011 zde trvale žilo 78 obyvatel.
Dražetice leží v katastrálním území Dražetice II o rozloze 2,72 km².

## Historie
První písemná zmínka o vesnici pochází z roku 1235.

## Obyvatelstvo
| Rok            | 1869 | 1880 | 1890 | 1900 | 1910 | 1921 | 1930 | 1950 | 1961 | 1970 | 1980 | 1991 | 2001 | 2011 | 2021 |
| -------------- | ---- | ---- | ---- | ---- | ---- | ---- | ---- | ---- | ---- | ---- | ---- | ---- | ---- | ---- | ---- |
| Počet obyvatel | 210  | 196  | 226  | 213  | 219  | 225  | 160  | 143  | 119  | 91   | 93   | 90   | 78   | 78   | 83   |
| Počet domů     | 31   | 32   | 34   | 36   | 36   | 38   | 39   | 43   | 39   | 33   | 32   | 46   | 48   | 49   | 47   |

## Obecní správa
Při sčítání lidu v letech 1850–1879 Dražetice byly osadou obce Borotice v okrese Příbram. V letech 1850–1975 byly samostatnou obcí, se kterým patřily nejprve do okresu Příbram, ale v roce 1950 v okrese Dobříš a od roku 1960 opět v okrese Příbram. Od 1. ledna 1976 jsou opět částí obce Borotice v okrese Příbram. V letech 1880–1899 k obci patřil Hubenov.

## Pamětihodnosti
- Usedlost čp. 20